# NGC 5327
NGC 5327 is een balkspiraalstelsel in het sterrenbeeld Maagd. Het hemelobject werd op 15 april 1787 ontdekt door de Duits-Britse astronoom William Herschel.

## Synoniemen
- UGC 8768
- MCG 0-35-21
- ZWG 17.78
- IRAS 13494-0157
- PGC 49234